# Маковое масло
Маковое масло (масло семян мака) — растительное масло, получаемое из семян мака (в частности, мака снотворного). Масло используется в пищу, применяется в фармацевтике и при изготовлении красок, лака и мыла.

## Свойства и состав

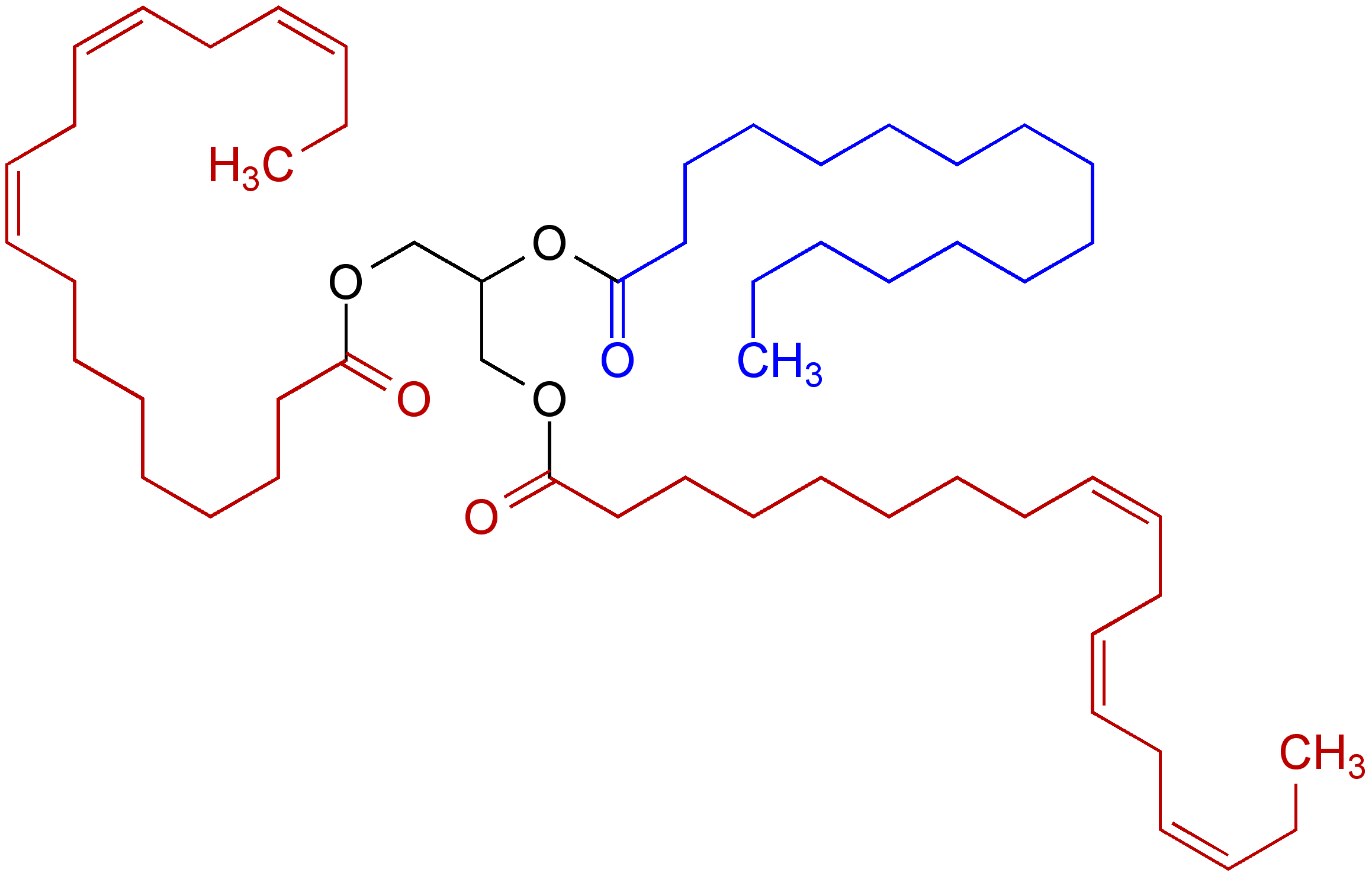
Пример одного из триглицеридов масла мака. Красным отмечены остатки α-линоленовой кислоты, синим — остаток пальмитиновой кислоты

Масло семян мака представляет собой прозрачную бесцветную жидкость (иногда с легким светло-желтым оттенком). Обладает слабым запахом и приятным ореховым привкусом. Нерастворимо в воде, хорошо растворимо в неполярных органических растворителях (хлороформе, диэтиловом эфире, толуоле, скипидаре и тому подобное). В холодном этиловом спирте растворимо плохо, в горячем (при температуре кипения) растворяется хорошо.
Плотность масла при комнатной температуре составляет около 0,92 г/см³. Температура застывания масла — -18 °C.
Триглицериды в составе масла семян мака имеют особенно высокую долю (70—75 %) ненасыщенных жирных кислот (омега-ненасыщенных кислот), среди которых преобладает ненасыщенная жирная кислота с тремя двойными связями — α-линоленовая кислота. Также содержит олеиновую и пальмитиновую кислоты, различные стерины (кампестерол, стигмастерол, ситостерин и дельта-5-авенастерол). Основной аромат и вкус маслу придает содержащийся в нем 2-пентилфуран; также в масле присутствуют летучие соединения 1-пентанола, 1-гексаналя, 1-гексанола и капроновой кислоты.
Масло не обладает наркотическими свойствами и отличается высоким содержанием токоферолов.

## Получение

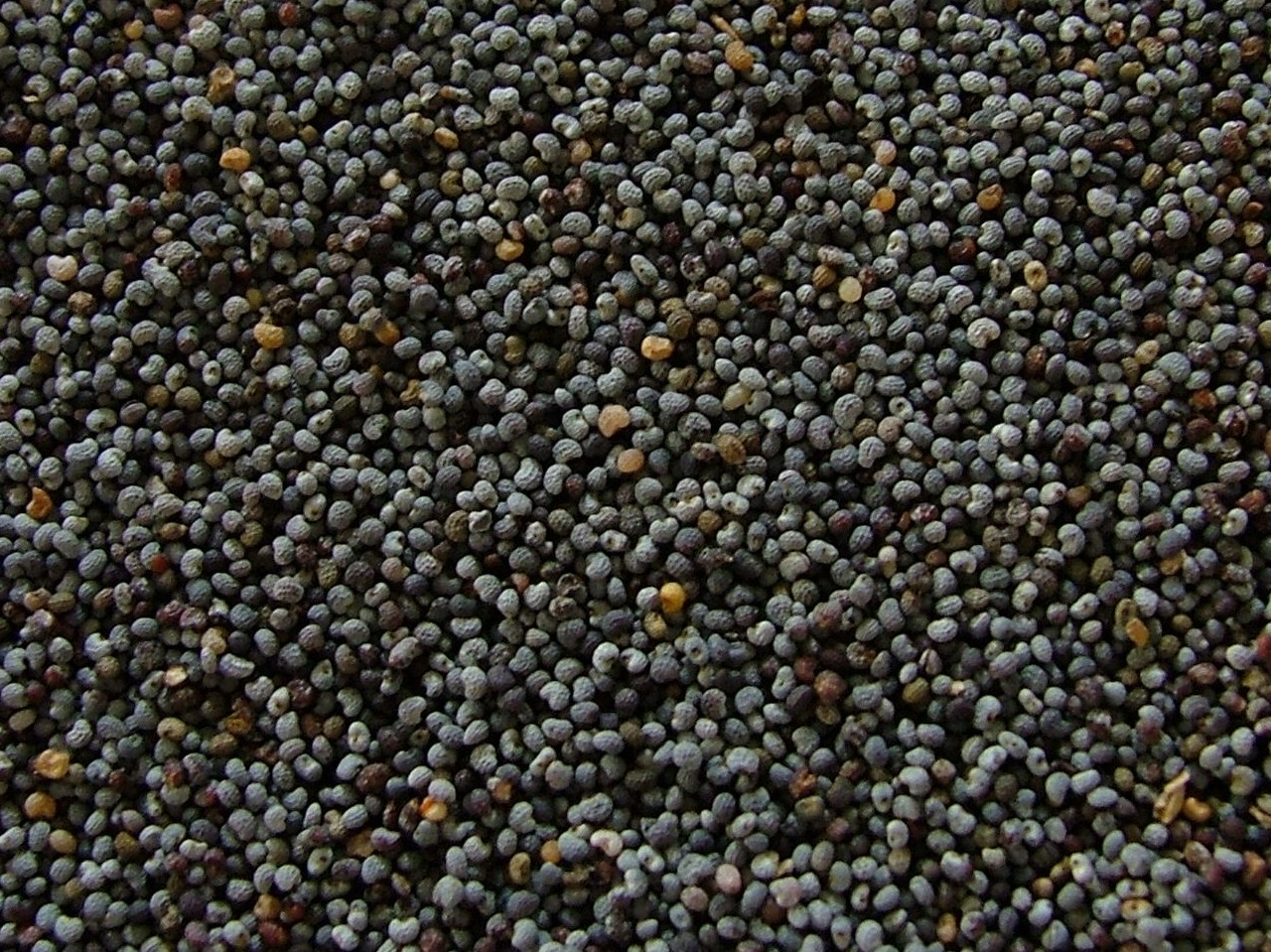
Семена мака снотворного

Получают масло из семян мака, содержащих 45—50 % жирного масла. Промышленное производство масла началось лишь в начале двадцатого века. На тот момент, что хотя плантации мака были сосредоточены в Азии, большая часть получаемого макового масла производилась во Франции и Германии из привозного сырья.
Для получения масла, применяемого в пищевых, косметических и фармацевтических целях, семена мака подвергают холодному прессованию (холодный отжим). Это масло бесцветно, имеет яркий ореховый запах и приятный вкус. Повторный отжим семян при нагревании (горячий отжим) дает светло-желтое быстрозастывающее масло применяемое для масляной живописи.

## Применение
Использование масла мака восходит к средневековым временам, когда масло получали кустарным способом в домашних условиях и применяли в основном для заправки масляных ламп и изготовления промасленной бумаги, лишь иногда масло употреблялось в пищу. В XIX веке масло мака начали использовался для производства лаков, красок и мыла.
Сейчас маковое масло используют в основном в фармацевтике (растворитель для радиоконтрастных препаратов йода) и косметике.
Масло находит применение в масляной живописи в качестве разбавителя для масляных красок, связывания пигмента и лакировки готовой картины. Одним из самых старых изображений, при написании которой вероятно использовалось это масло, является найденная в Афганистане наскальная живопись, датируемые приблизительно 640 год до н. э..
Благодаря насыщенному ореховому привкусу масло используется в кулинарии для заправки салатов и холодных блюд. Так как масло термически нестойкое (температура разложения около 170 градусов), то для жарки и выпечки оно подходит ограничено.
В пищевое масло мака иногда добавляют оливковое и миндальное масла с целью уменьшения его стоимости.